# Schwertberg
Schwertberg là một thị xã thuộc huyện Perg bang Thượng Áo nước Áo. Đô thị Schwertberg có diện tích 18,8 km², dân số thời điểm năm 2006 là 5284 người.